# Akubiz
AKuBiZ e.V. ist ein Verein aus Pirna (AKuBiZ = Alternatives Kultur- und Bildungszentrum). AKuBiZ setzt sich als nichtstaatliche Organisation für eine Demokratisierung der Demokratie, gegen Antisemitismus, gegen Rassismus, gegen Nationalismus, gegen Sexismus und andere Ideologien der Ungleichwertigkeit ein.
Die Arbeitsfelder von AKuBiZ erstrecken sich über Geschichtsarbeit, Aufklärungsarbeit, Kulturarbeit und Jugendarbeit. Der Verein lehnte 2010 den Sächsischen Förderpreis für Demokratie ab.

## Geschichte
Der Verein AKuBiZ e.V. wurde 2001 als Reaktion auf eine aggressive und gewalttätige Neonaziszene in der Sächsischen Schweiz gegründet. Das ursprüngliche Ziel bestand darin, ein selbstverwaltetes und alternatives Jugendzentrum für nicht rechte Jugendliche zu schaffen. Seit 2001 hat es allerdings eine Veränderung in der Ausrichtung und der Schwerpunktsetzung gegeben. Am 15. September 2012 zeichneten die Leser der tageszeitung den Vereinsvorsitzenden Steffen Richter mit dem taz-Panter-Preis aus. Im Jahr 2013 folgten weitere Anerkennungen, unter anderem eine Auszeichnung des Fußballvereins Dynamo Dresden und der Radebeuler Couragepreis. Bereits im Oktober 2015 hat sich der Verein in einem mehr als fünf Monate dauernden Wettbewerb, der Google Impact Challenge, mit dem Projekt „Gedenkplätze“, einem digitalen historischen Atlas, beworben und ist aus mehr als 2.200 Bewerbern unter die letzten 200 Finalisten gekommen. Als lokales Projekt wurde der Verein vom Publikum in einer öffentlichen Abstimmung im Februar 2016 als einer der Gewinner gewählt.

## Geschichtsarbeit
AKuBiZ beschäftigt sich mit der Aufarbeitung der Zeit des Nationalsozialismus in der Stadt Pirna und im Landkreis Sächsische Schweiz-Osterzgebirge. Dabei entstand unter anderem in Zusammenarbeit mit dem Historiker Joachim Schindler das Buch „Rote Bergsteiger – Unterwegs auf ihren Spuren im Elbsandsteingebirge“, das sich mit dem Widerstand der sogenannten Roten Bergsteiger innerhalb der Vereinigten Kletterabteilung gegen den Nationalsozialismus auseinandersetzt.
AKuBiZ nahm am Internationalen Geschichtskongress in Móra d’Ebre teil, der sich mit der Aufarbeitung und den Auswirkungen des Spanischen Bürgerkrieges vor allem den Schlachten am Fluss Ebro beschäftigte.
AKuBiZ setzt sich für Wiedergutmachungszahlungen Deutschlands an Griechenland ein. Im Jahr 2009 demonstrierten sie gemeinsam mit Manolis Glezos vor der Deutschen Botschaft in Athen, trafen den griechischen Parlamentspräsidenten Filippos Petsalnikos. Zudem wurden zwei Interviews mit griechischen TV-Sendern aufgenommen. Der Verein nahm mehrfach an den „sentieri partigiani“ in der Provinz Reggio Emilia (Italien) teil. Dies ist ein Geschichtsprojekt bestehend aus Wanderungen in den Apennin und Treffen mit ehemaligen Partisanen.
Seit 2008 führt das AKuBiZ jährlich mehrere Wanderseminare im Landkreis Sächsische Schweiz-Osterzgebirge durch. Die Teilnehmen kommen aus dem gesamten Bundesgebiet sowie dem Ausland. Unter dem Namen „Auf den Spuren der Roten Bergsteiger*innen“ wird dabei an Widerstand und Verfolgung während des Nationalsozialismus erinnert. In diesem Zusammenhang wurde 2008 die 1. Auflage des Buches „Rote Bergsteiger“ herausgegeben. Autor ist der Dresdner Bergsporthistriker Joachim Schindler, 2021 erschien eine zweite erweiterte Auflage.
Jährlich findet eine Veranstaltung im Gedenken an die Novemberpogrome 1938 statt. In diesem Zusammenhang zeigte das AKuBiZ 2008 Bronzeplastiken des Holocaustüberlebenden Samuel Willenberg in der Pirnaer Hospitalkirche. Am 30. Oktober 2011 wurde in Bonnewitz ein Konzert veranstaltet, mit Stücken von Komponisten, die im KZ Theresienstadt ermordet wurden.
Eine weitere Arbeit ist die Aufarbeitung der Entstehung und Geschichte der Außenlager des ehemaligen Konzentrationslagers Flossenbürg im Landkreis Sächsische Schweiz-Osterzgebirge. Ziel ist es, an jedem historischen Ort ein Gedenkzeichen zu schaffen. Mittlerweile wurden über jedes Außenlager im Landkreis Informationsblätter erarbeitet und veröffentlicht.
Am 5. September 2012 veröffentlichte AKuBiZ in Kooperation mit der Heilpädagogik-Bonnewitz gemeinnützige Stiftung eine Gedenkbroschüre. Diese ist Martin Kretschmer, dem Gründer der Bonnewitzer Einrichtung, gewidmet. Gemeinsam mit Annemarie Spitzner und Margarete Bär – der Schwester von Heinrich Bär – eröffnete er eine heilpädagogische Einrichtung, bis er im Juni 1941 von der Gestapo verhaftet wurde. Am 19. Februar 1942 starb er im Außenlager Klinkerwerk Oranienburg des KZ Sachsenhausen.
Im November 2012 wurde die in Zusammenarbeit mit der Jugendinitiative Pirna und dem Pirnaer Historiker Hugo Jensch erstellte Ausstellung „Jüdisches Leben in Pirna und der Sächsischen Schweiz“ eröffnet, die Einblicke in die Geschichte jüdischen Lebens im Landkreis Sächsische Schweiz gibt.
Seit 2016 hat der Verein einen digitalen historischen Atlas zur Geschichte des Landkreises Sächsische Schweiz/Osterzgebirge veröffentlicht und erweitert diesen ständig. Die neuste Veröffentlichung ist das Tagebuch des niederländischen Kriegsgefangenen Jan Deremaux, welches im Januar 2022 erschien.

## Extremismusklausel
Am 9. November 2010 lehnte der Verein AKuBiZ e.V. den Sächsischen Förderpreis für Demokratie ab. Grund war die verlangte Vorlage einer Demokratieerklärung, deren Unterzeichnung die Voraussetzung für die Gewährung von Fördermitteln durch die Bundesregierung ist und die von dem Verein abgelehnt wird. Über die Ablehnung gab es eine bundesweite Berichterstattung.
Am 25. April 2012 siegte das AKuBiZ vor dem Dresdener Verwaltungsgericht erstinstanzlich mit seiner Klage gegen die Extremismusklausel. Der Landkreis Sächsische Schweiz-Osterzgebirge legte gegen das Urteil Berufung ein, die vor dem Sächsischen Oberverwaltungsgericht in Bautzen verhandelt werden wird. Am 25. Februar 2013 erklärte der Verein den Rechtsstreit vor dem OVG Bautzen für erledigt und klage am darauffolgenden Tag vor dem VG Dresden gegen die „neue“ Extremismusklausel.

„Auch diese ("neue") Extremismusklausel stellt die Bürger_innen unter Generalverdacht, sie fordert einen einseitigen Bekenntniszwang zu einem Staat, dessen Institutionen mehrfach schon gegen Rechtsterrorismus versagt haben und ist ein geistiger Rollback in die 70er Jahre. Sie gehört abgeschafft.“

## Weitere Projekte
Der Verein richtet seit 2006 einen „Antirassistischen Fußballcup“ aus, an dem jährlich mindestens 15 gemischte Teams teilnehmen. Im Juli 2015 trug dabei eine Mannschaft ein Trikot mit der Aufschrift „Love Sports – Hate Germany“ („Liebe Sport – hasse Deutschland“), Publikationen der Neuen Rechten versuchten daraus eine bundesweite Empörung zu schüren. Doch bereits am Spieltag wurden Spieler des Turniers von Zuschauenden rassistisch beschimpft und bedroht. Die Stadt Hohnstein untersagte es daraufhin dem Verein für drei Jahre, Veranstaltungen auf Sportanlagen der Stadt durchzuführen. Die Kampagne gegen den Verein gipfelte in einem nächtlichen Angriff auf das Büro des Vereins.
Im Jahr 2008 gab der Verein den Comic „Jetzt reichts in Sachsnitz“ heraus, der sich mit Rassismus und Neonazis auseinandersetzt. Der Comic richtet sich an Kinder und Jugendliche und wurde bundesweit in drei Auflagen verbreitet. Seit 2016 ist der 2. Teil des Comics unter dem Titel „Nichts Neues aus Sachsnitz“ erhältlich.
Seit 2007 ist AKuBiZ in der „AG Asylsuchende“ engagiert, die sich für die Verbesserung der Lebensbedingungen von Asylsuchenden im Landkreis Sächsische Schweiz-Osterzgebirge einsetzt. Erreicht wurde die Auszahlung von Bargeld statt Katalogbestellungen, die Sanierung der Gemeinschaftsunterkünfte in Langburkersdorf und ein Umdenken der Verwaltung hin zu dezentraler Unterbringung von Asylsuchenden. Seit 2016 betreibt die AG Asylsuchende in Pirna ein Internationales Begegnungszentrum in der Innenstadt mit zahlreichen Angeboten, nicht nur für geflüchtete Menschen.

## Auszeichnung
Akubiz erhielt 2021 einen Obermayer German Jewish History Award.